# سولفادی‌متوکسین
سولفادی‌متوکسین(به انگلیسی: Sulfadimethoxine) (با نام تجاری Di-Methox یا Albon) یک سولفانامید طولانی مدت است که به عنوان دارو ضد میکروبی در دامپزشکی مورد استفاده قرار می‌گیرد. این ماده برای درمان بسیاری از عفونت‌ها از جمله عفونت‌های تنفسی، مجاری ادراری، روده و بافت نرم استفاده می‌شود. مانند همه سولفامیدها، سولفادی‌متوکسین با عمل به عنوان یک مهار کننده رقابتی در برابر ۴-آمینوبنزوئیک اسید، سنتز باکتریایی اسید فولیک را مهار می‌کند. این آنتی بیوتیک رایج‌ترین دارویی است که برای سگ‌های مبتلا به Coccidiosis تجویز می‌شود.

## یادداشت
1. ↑  "SulfaMed (sulfadimethoxine) Injection 40% for Animal Use". Drugs.com. Retrieved 2017-06-18.
2. 1 2 3  Riviere, Jim E.; Papich, Mark G. (2013-05-13). Veterinary Pharmacology and Therapeutics. John Wiley & Sons. pp. 836, 845, 857, 1169. ISBN 9781118685907.
3. ↑  "ALBON – sulfadimethoxine suspension". DailyMed. US National Library of Medicine. 2014-05-21. Retrieved 2017-06-17.
4. ↑  Ward, Ernest (2008-12-08). "Coccidiosis in Dogs". Know Your Pet. VCA Hospitals. Retrieved 2017-06-18.